# Bahnstrecke Ranna–Auerbach
| Streckennummer (DB): | 5927                 |                           |                  |
| Kursbuchstrecke (DB): | 421b                 |                           |                  |
| Kursbuchstrecke: | 421b (1946)          |                           |                  |
| Streckenlänge: | 8,1 km               |                           |                  |
| Spurweite: | 1435 mm (Normalspur) |                           |                  |
| Maximale Neigung: | 12,5 ‰               |                           |                  |
| Minimaler Radius: | 250 m                |                           |                  |
| |                      |                           |                  |
| \| \| \| von Nürnberg Hbf \| \| \| \| 0,0 \| Ranna \| (398,6 m) \| \| \| \| nach Cheb \| \| \| \| \| Pegnitz \| \| \| \| 2,0 \| Rauhenstein \| (405,5 m) \| \| \| 4,3 \| Hohe Tanne (bis 1960) \| (430,2 m) \| \| \| 6,6 \| Welluck (Sand) (bis 1922) \| (437,5 m) \| \| \| \| Bundesstraße 85 \| \| \| \| 8,1 \| Auerbach (Oberpf) \| (442,4 m) \| |                      |                           |                  |
| Strecke |                      | von Nürnberg Hbf          | von Nürnberg Hbf |
| ehemaliger Bahnhof | 0,0                  | Ranna                     | (398,6 m)        |
| Abzweig ehemals geradeaus und nach links |                      | nach Cheb                 | nach Cheb        |
| Brücke über Wasserlauf (Strecke außer Betrieb) |                      | Pegnitz                   | Pegnitz          |
| Haltepunkt / Haltestelle (Strecke außer Betrieb) | 2,0                  | Rauhenstein               | (405,5 m)        |
| Haltepunkt / Haltestelle (Strecke außer Betrieb) | 4,3                  | Hohe Tanne (bis 1960)     | (430,2 m)        |
| Haltepunkt / Haltestelle (Strecke außer Betrieb) | 6,6                  | Welluck (Sand) (bis 1922) | (437,5 m)        |
| Strecke mit Straßenbrücke (Strecke außer Betrieb) |                      | Bundesstraße 85           | Bundesstraße 85  |
| Kopfbahnhof Streckenende (Strecke außer Betrieb) | 8,1                  | Auerbach (Oberpf)         | (442,4 m)        |

Die Bahnstrecke Ranna–Auerbach war eine Nebenbahn in Bayern. Sie zweigte in Ranna aus der Bahnstrecke Nürnberg–Cheb ab und führte nach Auerbach in der Oberpfalz. Sie ersetzte die 1882 von der Maxhütte aus Sulzbach-Rosenberg gebaute Drahtseilbahn, welche bisher das Eisenerz, das in der Gegend um Auerbach gefördert wurde, zur Bahn transportierte.

## Geschichte
Pläne zur Anbindung Auerbachs an die Eisenbahn gab es bereits 1860, als die AG der Bayerischen Ostbahnen eine Strecke von Amberg nach Bayreuth erwog, die in einer Variante über Auerbach geführt werden sollte – verwirklicht wurde sie jedoch nicht. 1867 wurde ein neuer Versuch unternommen, bei dem Auerbach an die geplante Pegnitztalbahn angeschlossen werden sollte, was aber aufgrund der sich dadurch stark verlängerten Strecke ebenfalls wieder verworfen wurde. Diverse weitere Überlegungen sahen unter anderem eine Streckenführung von Michelfeld nach Auerbach und weiter nach Sulzbach-Rosenberg (Auerbacher „Eisenbahnkomitee“ am 29. November 1892) oder von Kirchenthumbach (Endpunkt der Bahnstrecke Pressath–Kirchenthumbach) über Auerbach nach Michelfeld oder Ranna (1896) vor, die aber auch nicht zur Ausführung kamen.
Am 9. September 1899 trafen sich die Gesellschafter der Maxhütte und der Königin Marienhütte und legten durch ihre Zusage von 6.000 bzw. 3.000 Mark den finanziellen Grundstein für das Projekt. Damit hatten zwei in der Umgebung ansässige Unternehmen den jahrelangen Diskussionen ein Ende gesetzt und dem Bau den entscheidenden Anstoß gegeben. Die Baugenehmigung durch Prinzregent Luitpold von Bayern erfolgte am 30. Juni 1900. Die Lokalbahn wurde am 16. Dezember 1903 feierlich eröffnet.
Der Personenverkehr wurde am 31. Januar 1970 eingestellt. Während hier während des Zweiten Weltkrieges 1944 durchschnittlich vier Zugpaare fuhren, verkehrte im Sommerfahrplan 1967 nur ein einziges Personenzugpaar zu ungünstigen Zeiten (morgens ab Auerbach 5:03 Uhr nach Neuhaus, abends um 18:40 Uhr ab Ranna nach Auerbach).
Die Maxhütte stellte den Eisenerztransport auf eigene Lastwagen um. Der letzte Güterzug fuhr am 21. März 1982. Der Abbau der Gleisanlagen erfolgte ab Frühjahr 1984. Letzte sichtbare Reste der Strecke sind der aufgegebene Bahnhof von Ranna und die Pfeiler der anschließenden Pegnitzbrücke.

## Streckenbeschreibung
Die Strecke zweigte nach dem Bahnhof Ranna nach rechts von der Pegnitztalbahn ab, überquerte die Pegnitz mittels einer Brücke und erreichte nach einer Distanz von 2 km den Haltepunkt Rauhenstein. Danach schlängelte sich die Strecke durch den Herzogswald und erreichte nach 2,3 km den Haltepunkt Hohe Tanne, der am 28. Mai 1962 aufgelassen wurde. Von dort führte die Strecke weiter über den Haltepunkt Welluck, der bereits seit 7. Oktober 1922 nicht mehr bedient wurde, unter der Bundesstraße 85 hindurch zum Endbahnhof Auerbach.
Die Strecke überwand somit auf einer Länge von 8,1 km einen Höhenunterschied von 43,82 m bei einer Maximalsteigung von 12,5 ‰. Heutige Strecken haben teilweise Steigungen bis zu 40 ‰ (z. B. Schnellfahrstrecke Köln–Rhein/Main), jedoch erlaubten Dampfloks aufgrund ihres hohen Gewichts bei gleichzeitig relativ niedriger Leistung weniger starke Steigungen, sodass die Trassierung für damalige Verhältnisse relativ hohe Ansprüche an das rollende Material stellte, zumal schwere Güterzüge einen großen Teil des Verkehrs ausmachten.

## Fahrzeugeinsatz
Bis 1962 kamen auf der Strecke Dampflokomotiven zum Einsatz, anfangs die bayerischen Baureihen D VII, D VIII, D XI sowie die Bayerische GtL 4/4 und nach dem Zweiten Weltkrieg die Baureihen 64 und 98.10. Von 1962 bis zur Stilllegung befuhren auch Diesellokomotiven der Baureihe V 100 die Strecke. Zur Personenbeförderung wurden Wagen diverser Länderbahn-Bauarten, für die Güterbeförderung und v. a. den Abtransport des Eisenerzes entsprechende Güterwagen eingesetzt.
Die Erzzüge von Auerbach zur Maxhütte an der Bahnstrecke Nürnberg–Irrenlohe wurden von der Baureihe 44 auf dem Streckenabschnitt Auerbach–Hersbruck (rechts Pegnitz) mit dem Tender voran gefahren, dort setzten die Loks um und zogen den Zug über die Verbindungsbahn nach Pommelsbrunn und von dort aus nach Sulzbach-Rosenberg zur Maxhütte.